# Riccardo Improta
Riccardo Improta (Pozzuoli, Nápoles, Italia, 19 de diciembre de 1993) es un jugador de fútbol profesional italiano que juega en la demarcación de centrocampista para el Latina.

## Biografía
Riccardo Improta debutó como futbolista profesional en 2010 con el SS Virtus Lanciano 1924 a los 17 años de edad. Tras dos años en el club fue traspasado al Genoa CFC. Posteriormente fue traspasado al SS Juve Stabia y en la temporada siguiente al AC ChievoVerona. En el mercado invernal de 2014, Improta fichó por el Calcio Padova. Para la temporada 2014-15 fue cedido a préstamo al Bologna.

## Selección nacional
Riccardo ha sido convocado desde 2012 por la selección italiana sub-19, selección italiana sub-20 y por la selección italiana sub-21, jugando un total de 16 partidos y habiendo marcado ocho goles.

## Clubes
| Club                         | País   | Año       | Partidos | Goles |
| ---------------------------- | ------ | --------- | -------- | ----- |
| SS Virtus Lanciano 1924      | Italia | 2010-2012 | 12       | 2     |
| Genoa CFC                    | Italia | 2012      | 0        | 0     |
| SS Juve Stabia (cedido)      | Italia | 2012-2013 | 27       | 6     |
| AC ChievoVerona (cedido)     | Italia | 2013-2014 | 5        | 1     |
| Calcio Padova (cedido)       | Italia | 2014      | 18       | 7     |
| Bologna F. C. (cedido)       | Italia | 2014-2015 | 16       | 1     |
| AC Cesena (cedido)           | Italia | 2015-2016 | 2        | 0     |
| US Salernitana 1919 (cedido) | Italia | 2016-2017 | 30       | 2     |
| FC Bari 1908 (cedido)        | Italia | 2017-2018 | 38       | 8     |
| Benevento Calcio             | Italia | 2018-2024 | 189      | 16    |
| Latina                       | Italia | 2024-Act. |          |       |